# 瓦納佐爾車站

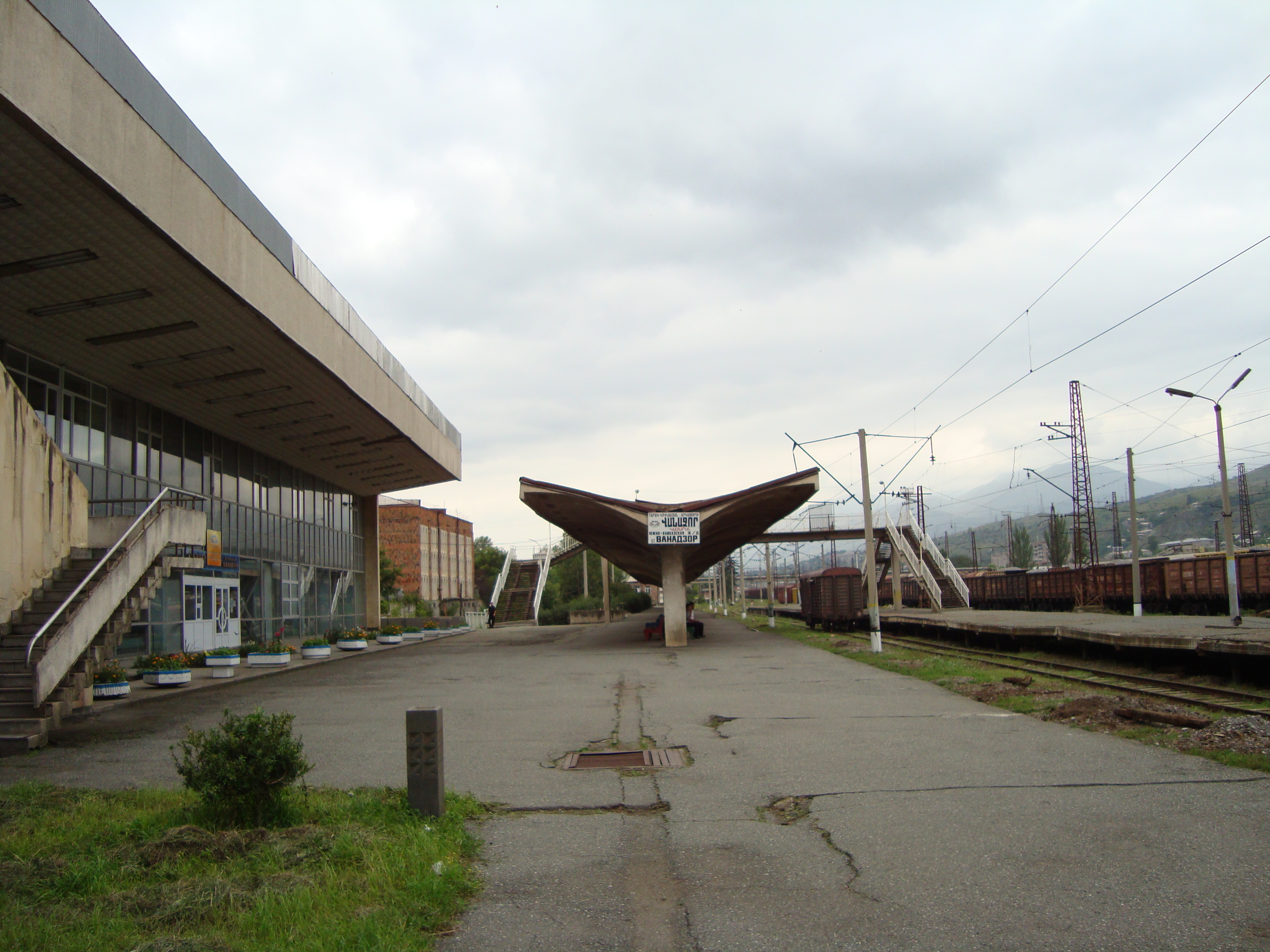
車站月台

瓦納佐爾車站是位於亞美尼亞第三大城市瓦納佐爾的鐵路車站。車站位於傑別德河右岸。
2023年9月1日，往返瓦納佐爾車站至久姆里車站的客運路線於經過13年的中斷後再次開通，旅程時長1小時32分鐘。